# Microsfere di plastica

Legislazione sulle microsfere nel mondo

Le microsfere di plastica sono particelle sferoidali di meno di un millimetro costituite da plastica. Sono utilizzate nei prodotti esfolianti per la cura personale, nei dentifrici e nella ricerca biomedica e sanitaria.
Le microsfere possono causare l'inquinamento dell'acqua da particelle di plastica e rappresentare un pericolo ambientale per gli animali acquatici in acqua dolce e oceanica. Negli Stati Uniti, il Microbead-Free Waters Act del 2015 elimina gradualmente le microsfere nei cosmetici rinse-off entro luglio 2017. Diversi altri paesi hanno anche vietato le microsfere dai cosmetici da risciacquare, tra cui Canada, Francia, Nuova Zelanda, Svezia, Taiwan e Regno Unito.

## Tipologie

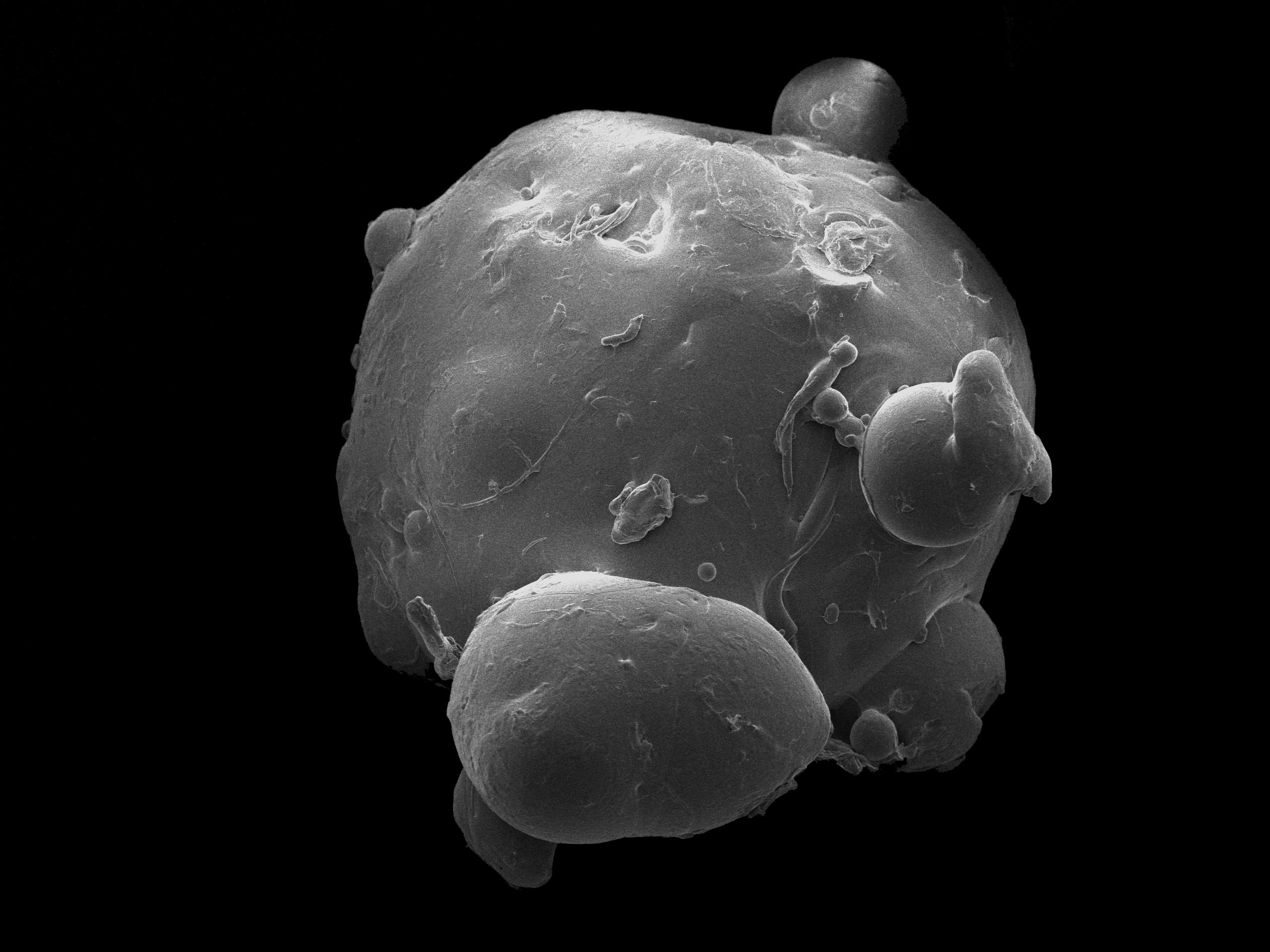
Una microsfera ripresa mediante microscopia elettronica a scansione

Le microsfere sono generalmente costituite da polietilene (PE), polipropilene (PP) o polistirene (PS), ma talvolta possono essere anche di polietilene tereftalato (PET), nylon (PA),  e polimetilmetacrilato (PMMA).
Le microsfere sono disponibili in commercio in granulometrie da 10 micrometri (0,00039 in) a 1 millimetro (0,039 in) . La bassa temperatura di fusione e le rapide transizioni di fase li rendono particolarmente adatti per creare strutture porose in ceramica e altri materiali.

## Definizioni legali
La definizione di microsfera cambia in base alle legislazioni dei singoli paesi.
Ad esempio, la definizione di microsfere negli USA, secondo il Microbead-Free Waters Act 2015, è "qualsiasi particella di plastica solida di dimensioni inferiori a 5 millimetri che sia stata creata con l'intenzione di essere utilizzata per esfoliare o pulire il corpo umano." In Canada, l'Environment and Climate Change Canada (ECCC), l'agenzia governativa responsabile del bando delle microsfere nel paese, ha stabilito una definizione che include solo materie plastiche con diametri compresi tra 0,5 micron e 2 millimetri. La proposta iniziale era invece di includere tutte le particelle comprese tra 0,1 micron e 5 millimetri, ma la definizione è stata rivista dopo aver consultato gli industriali e aver incontrato la resistenza dei produttori di plastica.

## Utilizzo
Le microsfere vengono aggiunte come agente esfoliante a cosmetici e prodotti per la cura della persona, come saponi, scrub per il viso e dentifrici . Possono essere aggiunte ai farmaci da banco per renderli più facili da deglutire. Nella ricerca biomedica e delle scienze della salute, le microsfere vengono utilizzate nelle tecniche di microscopia, nella visualizzazione dei fluidi, nell'analisi del flusso dei fluidi e nella risoluzione dei problemi di processo.
La sfericità e l'uniformità delle dimensioni delle particelle creano un effetto lubrificante in sfere in creme e lozioni, risultando in una texture setosa e ben spalmabile. Le microsfere colorate aggiungono un effetto estetico ai prodotti cosmetici.

## Effetti ambientali
Le microsfere finiscono negli scarichi e passano senza essere filtrate attraverso gli impianti di trattamento delle acque reflue accumulandosi nei fiumi e nei canali, con conseguente inquinamento dell'acqua da particelle di plastica . Un team di ricercatori dell'Università di Uppsala ha pubblicato e successivamente ritirato uno studio (in quanto è stato scoperto che almeno un ricercatore aveva falsificato i risultati) in cui si affermava che uno dei vari animali danneggiati dalle microsfere fosse il pesce persico, un pesce d'acqua dolce. Le microsfere possono assorbire e concentrare sostanze inquinanti come pesticidi e idrocarburi policiclici. È stato scoperto che le microsfere inquinano i Grandi Laghi in alte concentrazioni, in particolare il Lago Erie. Uno studio dell'Università statale di New York, ha misurato concentrazioni da 1.500 a 1,1 milioni di microsfere per miglio quadrato sulla superficie dei Grandi Laghi.
Uno studio ha suggerito che livelli rilevanti dal punto di vista ambientale di microsfere di polietilene non hanno avuto alcun impatto sulle larve. Alcuni impianti di trattamento delle acque reflue negli Stati Uniti e in Europa possono rimuovere le microsfere con un'efficienza superiore al 98% pertanto si ritiene che altre fonti di inquinamento da microplastica siano maggiormente associate a rischi ambientali.
Molti animali selvatici quali larve di insetti, piccoli pesci, anfibi, tartarughe, uccelli e alcuni mammiferi più grandi, scambiano le microsfere per cibo. Questa ingestione di plastica introduce il potenziale di tossicità non solo per questi animali ma anche per altre specie più in alto nella catena alimentare . Le sostanze chimiche nocive così trasferite possono includere inquinanti idrofobici che si raccolgono sulla superficie dell'acqua come bifenili policlorurati (PCB), diclorodifeniltricloroetano (DDT) e idrocarburi policiclici aromatici (IPA).

## Divieto di produzione e vendita
Nel 2012, la North Sea Foundation e la Plastic Soup Foundation hanno lanciato un'app che consente ai consumatori olandesi di verificare se i prodotti per la cura personale contengono microsfere. Nell'estate del 2013, il Programma delle Nazioni Unite per l'ambiente e la ONG Fauna and Flora International, con sede nel Regno Unito, hanno aderito alla partnership per sviluppare ulteriormente l'app per un pubblico internazionale. L'app ha riscosso successo, convincendo numerose grandi multinazionali a smettere di utilizzare le microsfere, ed è disponibile in sette lingue. Esistono molte alternative naturali e biodegradabili alle microsfere che non hanno minor impatto ambientale poiché si decompongono o vengono filtrate prima di essere rilasciate nell'ambiente naturale. Alcuni esempi di materiali utilizzabili come esfolianti naturali sono mandorle tritate, farina d'avena, sale marino e bucce di cocco. Burt's Bees e St. Ives utilizzano noccioli di albicocca e bucce di cacao nei loro prodotti invece di microsfere per ridurre il loro impatto ambientale.
A causa delle sempre maggiori limitazioni sulle microsfere negli Stati Uniti, anche molte aziende cosmetiche hanno eliminato gradualmente le microsfere dalle loro linee di produzione entro il 2017.
I seguenti paesi hanno limitato o bandito l'uso di microsfere di plastica.
| Stato         | Data di entrata in vigore del divieto di vendita | Scopo |
| ------------- | ------------------------------------------------ | --- |
| Argentina     | 29 dicembre 2022                                 | Divieto di importazione, produzione e vendita di microsfere nei cosmetici. |
| Canada        | 1 gennaio 2018                                   | Divieto di microsfere inferiori a 5 mm di dimensione. |
| Cina          | 31 dicembre 2022                                 | Divieto di vendita, a seguito del divieto di produzione di due anni prima (31 dicembre 2020). |
| Francia       | 1 gennaio 2018                                   | Divieto di importazione, produzione e vendita di microsfere nei cosmetici rinse-off. |
| Irlanda       | 20 febbraio 2020                                 | Divieto di microsfere nei cosmetici rinse-off. |
| Italia        | 1 gennaio 2020                                   | Divieto di microsfere nei cosmetici rinse-off. |
| Nuova Zelanda | 7 giugno 2018                                    | Divieto di importazione, produzione e vendita di microsfere nei cosmetici rinse-off. |
| Corea del Sud | 1 luglio 2017                                    | Divieto di vendita di microsfere nei cosmetici. |
| Svezia        | 1 gennaio 2019                                   | Divieto di vendita di microsfere nei cosmetici rinse-off, a seguito di un precedente divieto di importazione e produzione (1º luglio 2018).                                                            |
| Taiwan        | 1 luglio 2018                                    | Divieto di vendita di microsfere nei cosmetici rinse-off, a seguito di un precedente divieto di importazione e produzione (1º gennaio 2018).                                                           |
| Tailandia     | 1 gennaio 2020                                   | Divieto di importazione, produzione e vendita di microsfere nei cosmetici rinse-off. |
| Regno Unito   | 1 ottobre 2018                                   | Divieto di utilizzo di microsfere nei cosmetici rinse-off e nei prodotti per la cura della persona. Inghilterra e Scozia (19 giugno 2018), Galles (30 giugno 2018), Irlanda del Nord (1 ottobre 2018). |
| stati Uniti   | 1 luglio 2017                                    | Divieto di produzione di microsfere per cosmetici rinse-off a livello federale. |

### Australia
Nel 2016, i governi federale e statale hanno concordato di sostenere un'eliminazione graduale volontaria dell'industria delle microsfere nei prodotti per la cura personale, i cosmetici rinse-off e la pulizia. Una valutazione indipendente del 2020 ha rilevato che oltre il 99% dei prodotti ispezionati era privo di microsfere. Il governo dello stato del New South Wales ha vietato la fornitura di prodotti rinse-off per la cura personale contenenti microsfere, a partire dal 1º novembre 2022.

### Canada
Il 18 maggio 2015, il Canada ha mosso i primi passi verso il divieto delle microsfere quando un membro del parlamento di Toronto, John McKay, ha introdotto il disegno di legge C-680, sul divieto di vendita di microsfere. La prima provincia canadese ad agire contro le microsfere è stata l'Ontario, dove Maire-France Lalonde, un membro del parlamento provinciale, ha introdotto la legge sull'eliminazione e il monitoraggio ambientale delle microsfere. Questo disegno di legge imponeva il divieto di produzione di microsfere in cosmetici, scrub, lavaggi per il viso e prodotti simili. Il disegno di legge proponeva anche che ci sarebbero stati campionamenti annuali nei Grandi Laghi canadesi, che sarebbero stati analizzati per tracce di microsfere.
Il sindaco di Pointe-Claire, Morris Trudeau, e i membri del consiglio comunale hanno chiesto ai residenti di Pointe-Claire di firmare una petizione per chiedere ai governi del Canada e del Quebec di vietare "l'uso di microsfere di plastica nei prodotti cosmetici e detergenti". Trudeau ha suggerito che se il Quebec avesse vietato le microsfere, i produttori sarebbero stati incoraggiati a non utilizzarle nei loro prodotti. Megan Leslie, membro del parlamento di Halifax, ha presentato una mozione contro le microsfere alla Camera dei Comuni, che ha ottenuto "un sostegno unanime" chiedendo che venissero listate come sostanze tossiche ai sensi del Canadian Environmental Protection Act.
Il 29 giugno 2016, il governo federale del Canada ha aggiunto le microsfere nel Canadian Environmental Protection Act nell'Allegato 1 come sostanza tossica. L'importazione o la produzione di articoli per la cura personale contenenti microsfere è stata vietata il 1º gennaio 2018 e le vendite sono state vietate dal 1º luglio 2018. Le microsfere nei prodotti naturali per la salute e nei farmaci senza prescrizione medica sono state vietate nel 2019.

### Irlanda
Nel novembre 2016 Simon Coveney, ministro per l'edilizia abitativa, la pianificazione, la comunità e il governo locale, ha dichiarato che il governo guidato dal Fine Gael avrebbe fatto pressioni per un divieto delle microsfere a livello dell'UE e ha respinto un disegno di legge del Partito dei Verdi che le vietava sulla base del fatto che ciò avrebbe potuto creare un conflitto con la libera circolazione delle merci dell'UE. Nel giugno 2019, il successore di Coveney, Eoghan Murphy, ha introdotto il Microbeads (Prohibition) Bill 2019, che vieta la produzione, la vendita e l'esportazione di prodotti rinse-off con microsfere e ha dichiarato di voler includere le microsfere nell'aggiornamento della legge sulla prevenzione dell'inquinamento marino. Le microsfere sono state vietate nel febbraio 2020.

### Paesi Bassi
I Paesi Bassi sono stati il primo paese ad annunciare l'intenzione di eliminare le microsfere nei cosmetici entro la fine del 2016. Il Segretario di Stato per le Infrastrutture e l'Ambiente, Mansveld, si è detta soddisfatta dei progressi compiuti dai membri della Nederlandse Cosmetica Vereniging (NCV), l'organizzazione commerciale olandese dei produttori e importatori di cosmetici, che hanno smesso di utilizzare le microsfere o stanno lavorando per rimuovere le microsfere dal loro prodotto. Tra i membri di NCV ci sono grandi multinazionali come Unilever, L'Oréal, Colgate-Palmolive, Henkel e Johnson & Johnson.

### Sud Africa
In Sudafrica è stato proposto un divieto delle microsfere dopo che è stato trovato inquinamento da microplastica nell'acqua del rubinetto .

### Regno Unito
Il governo britannico ha vietato la produzione di microsfere nei cosmetici rinse-off e nei prodotti per la pulizia in Inghilterra a partire dal 9 gennaio 2018, seguito da un divieto di vendita il 19 giugno 2018. La Scozia ha introdotto il proprio divieto di produzione e vendita lo stesso giorno e il Galles lo ha introdotto il 30 giugno 2018. Il divieto è stato esteso all'Irlanda del Nord dall'11 marzo 2019.

### Stati Uniti

#### Leggi federali
A livello federale il Microbead-Free Waters Act del 2015 vieta la produzione e l'introduzione nel commercio interstatale di cosmetici rinse-off contenenti microsfere di plastica aggiunte intenzionalmente entro il 1º luglio 2017. Il politico Frank Pallone ha proposto il disegno di legge nel 2014 (HR 4895, reintrodotto nel 2015 come  HR 1321. ). Il 7 dicembre 2015, la sua proposta è stata limitata ai soli cosmetici rinse-off e approvata all'unanimità dalla Camera . L'American Chemistry Council e altri gruppi industriali hanno sostenuto il disegno di legge finale, che il Senato ha approvato il 18 dicembre 2015 e il presidente ha firmato il 28 dicembre 2015. Dopo il Microbead-Free Waters Act del 2015, l'uso di microsfere nel dentifricio e in altri prodotti cosmetici da risciacquare è stato interrotto negli Stati Uniti, tuttavia dal 2015 molte industrie si sono invece spostate verso l'utilizzo di glitter di plastica metallizzata, approvato dall'FDA,  come principale agente abrasivo .

#### Leggi nazionali
L'Illinois è stato il primo stato degli Stati Uniti a emanare una legislazione che vieta la produzione e la vendita di prodotti contenenti microsfere; il divieto è entrato in vigore in parte nel 2018 e successivamente nel 2019. Il Personal Care Products Council, un gruppo commerciale per l'industria cosmetica, si è espresso a sostegno del disegno di legge dell'Illinois.
Di seguito la situazione nei vari stati.
| Stato/territorio | Data emanata   | Data effettiva                                                                                                   | Scopo |
| ---------------- | -------------- | --- | --- |
| California       | 8 ottobre 2015 | 1 gennaio 2018 (produzione di prodotti per la cura della persona) – 1 gennaio 2020 (vendita di farmaci da banco) | Limitato ai cosmetici rinse-off che contengono più di 1 ppm di microsfere. Non consente microsfere biodegradabili. |
| Colorado         | 26 marzo 2015  | 1 gennaio 2018 (produzione di prodotti per la cura della persona) – 1 gennaio 2020 (vendita di farmaci da banco) | Limitato ai cosmetici rinse-off. Consente microsfere biodegradabili.                                               |
| Connecticut      | 30 giugno 2015 | 1 gennaio 2018 (produzione di prodotti per la cura della persona) – 1 gennaio 2020 (vendita di farmaci da banco) | Limitato ai cosmetici rinse-off. Consente microsfere biodegradabili.                                               |
| Illinois         | 8 giugno 2014  | 1 gennaio 2018 (produzione di prodotti per la cura della persona) – 1 gennaio 2020 (vendita di farmaci da banco) | Limitato ai cosmetici rinse-off. Consente microsfere biodegradabili. Esclusi i farmaci da prescrizione.            |
| Indiana          | 15 aprile 2015 | 1 gennaio 2018 (produzione di prodotti per la cura della persona) – 1 gennaio 2020 (vendita di farmaci da banco) | Limitato ai cosmetici rinse-off. Consente microsfere biodegradabili.                                               |
| Maine            | marzo 2015     | 1 gennaio 2018 (produzione di prodotti per la cura della persona) – 1 gennaio 2020 (vendita di farmaci da banco) | Limitato ai cosmetici rinse-off. Consente microsfere biodegradabili.                                               |
| Maryland         | 12 maggio 2015 | 1 gennaio 2018 (produzione di prodotti per la cura della persona) – 1 gennaio 2020 (vendita di farmaci da banco) | Limitato ai cosmetici rinse-off. Consente microsfere biodegradabili.                                               |
| New Jersey       | marzo 2015     | 1 gennaio 2018 (produzione di prodotti per la cura della persona) – 1 gennaio 2020 (vendita di farmaci da banco) | Limitato ai cosmetici rinse-off. Consente microsfere biodegradabili.                                               |
| Wisconsin        | 1 luglio 2015  | 1 gennaio 2018 (produzione di prodotti per la cura della persona) – 1 gennaio 2020 (vendita di farmaci da banco) | Limitato ai cosmetici rinse-off. Consente microsfere biodegradabili. Esclusi i farmaci da prescrizione.            |

Nel 2014, la legislazione è stata votata ma non è stata approvata a New York.

#### Legislazioni locali
Nel 2015, la contea di Erie a New York ha approvato il primo divieto locale nello stato di New York che vieta la vendita e la distribuzione di tutte le microsfere di plastica (comprese quelle biodegradabili) anche dai prodotti per la cura della persona. Questa legge, all'epoca la più restrittiva negli Stati Uniti, è stata emanata il 12 agosto 2015 ed è entrata in vigore nel febbraio 2016.
Nel novembre 2015, altre quattro contee di New York hanno seguito l'esempio.